# Begraafplaats van Armentières
De Begraafplaats van Armentières is een gemeentelijke begraafplaats in de stad Armentières in het Franse Noorderdepartement. De begraafplaats ligt aan de Avenue Léo Lagrange in het noorden van de stad, vlak bij de Belgische grens en Le Bizet. Deze grote begraafplaats heeft een onregelmatig grondplan en wordt omsloten door een afsluiting bestaande uit betonnen platen.
Op een rotonde voor de begraafplaats onthulde men in 2008 een monument van "Mademoiselle from Armentières", een oorlogslied uit de Eerste Wereldoorlog. Het monument werd onthuld in het bijzijn van zangeres Line Renaud, die in de jaren 50 haar versie van het nummer opnam.

## Britse oorlogsgraven
Op de begraafplaats liggen 7 Britse gesneuvelde militairen uit de Eerste Wereldoorlog. Ze kwamen om in 1915 en liggen verdeeld over twee perken. Hun graven worden onderhouden door de Commonwealth War Graves Commission waar ze geregistreerd staan als Le Bizet Cemetery, naar de nabijgelegen wijk Le Bizet die deel uitmaakt van de Belgische gemeente Komen-Waasten .